# Дарья Моргендорффер
Дарья Моргендорффер (англ. Daria Morgendorffer) — главная героиня мультсериала «Дарья» и второстепенный персонаж мультсериала «Бивис и Баттхед». В 2002 году Дарья была упомянута на 41-м месте в списке TV Guide 50 самых значительных анимационных персонажей всех времён за её роль в этих двух шоу.
Она также была упомянута в списке AOL из 100 наиболее запомнившихся женских телевизионных персонажей.
В одноимённом сериале Дарья участвует в каждой серии, почти всегда она в центре сюжета. Её фразы обычно жестки и до предела циничны, но, с другой стороны, она страдает от недостатка мотивации. Дарья редко меняет выражение лица и тон голоса, что является её отличительной чертой, хотя периодически на её лице появляется удовлетворенная улыбка, напоминающая улыбку Джоконды. Дарью озвучивает Трейси Грэндстэфф (среди поклонников некоторое время бытовала ошибочная точка зрения, что её озвучивает Джанин Гарофало).
Девизом Дарьи является фраза: «Нерд — не ругательство. Никогда».

## В сериале «Бивис и Баттхед»
В сериале «Бивис и Баттхед» Дарья была эпизодическим персонажем, введённым для того, чтобы, по словам продюсера сериала Эбби Теркюла, «поставить Бивиса и Батхеда на своё место». Она должна была быть умной девочкой, на фоне которой главные герои, Бивис и Баттхед, выглядели бы ещё тупее.
В сериале они обычно называли её «Диарея» (англ. Diarrhea), в ответ на что получали от неё предложение «измерить амплитуду гармонических колебаний перца». Дарью, в отличие от Маквикера и Баззката и многих других, не раздражают и не ставят в тупик выходки Бивиса и Баттхеда, она получает удовольствие, наблюдая за ними.
Дарья здесь выглядит как угловатый, не сформировавшийся еще подросток, в отличие от сериала «Дарья».

## В сериале «Дарья»
В начале сериала Дарье 16 лет, в последних сериях и полнометражке «А скоро колледж?» ей 18. Сериал начинается с того, что семья Дарьи переезжает из Хайленда (где она училась в школе с Бивисом и Баттхедом) в Лондейл. Дарья ходит в старшую школу Лондейла, где в первый же день знакомится с Джейн (серия «Самоценители»).
В этом сериале Дарья более замкнута, цинична, язвительна и антисоциальна, чем в «Бивисе и Баттхеде». Вместе со своей семьёй принадлежит к верхушке среднего класса, проживает в пригороде на северо-востоке США с одержимой модой младшей сестрой Куинн и одержимыми карьерой родителями Хелен и Джейком. Анита Гейтс в «Нью-Йорк Таймс» отмечала, что в отношении родителей Дарья ведёт себя нахально, но они это не замечают. Единственной подругой Дарьи является художница Джейн Лейн. Дарья одевается утилитарно и не следует за модой.
Дарья много читает и использует атрибутику любимых авторов. В её комнате висит плакат, на котором изображен Франц Кафка, а в серии "Lane Miserables" она носит футболку с Марком Твеном.

## В пародиях
В шоу «Мультреалити» (сезон 3, серия 8), среди множества «приглашённых гостей», фигурирует и Дарья. Как и большинство «приглашённых», которые, как правило, трагически гибнут от идиотизма главных героев, Дарья попадает в переделку и под пытками обвиняет во всех смертных грехах мужской пол. Поскольку Дарья определённо не является мужененавистницей, от поклонников «Дарьи» посыпался в адрес авторов шоу град обвинений в том, что они не потрудились ознакомиться с оригиналом, прежде чем браться пародировать каких-то его персонажей.

## Критика
Ребекка Хайнц в своей статье рассматривает Дарью как пример аутсайдера, плохой девочки, не соответствующей социальному стандарту спокойной, милой девочки. Она отмечает у Дарьи недовольство миром, где она живёт, и пессимистичный взгляд на социальную жизнь и качество обучения. Как результат, она тихо саркастична.

## Комментарии
1. ↑  мультсериал «Бивис и Баттхед», мультсериал «Дарья»
2. ↑  полнометражный фильм «А скоро колледж?»
3. ↑  В серии 306 Волшебный мир орехов
4. ↑  В полнометражном фильме А скоро осень?
5. ↑  В серии 506 Удачная забастовка
6. ↑  См. серию 411 Долбанутые ангелом